# Jamie Blanks
Jamie Blanks je americký filmový režisér a hudební skladatel zaměřený především na hororové filmy. Mezi jeho nejznámější filmy patří Temná legenda z roku 1998 nebo také Storm Warning z roku 2007. Absolvoval Melbourne’s Swinburne Film School.

## Režisérská filmografie
- Nekonečný víkend (2008)
- Storm Warning (2007)
- Valentine (2001)
- Temná legenda (1998)
- Silent Number (1993)